# 야마오카 아키라
야마오카 아키라(일본어: 山岡 晃, やまおか あきら, 1968년2월 6일 - )는 게임 음악의 작곡가, 게임 디자이너이다.

주로 BEMANI 시리즈나 사일런트 힐의 음악 제작 및 사이런트 힐 3 이후엔 작품 전체의 프로듀스를 맡아, 영화판 사일런트 힐에서는 제작 총지휘를 하였다. 잡지 DTM 매거진에서 「BAR 퓨체리스트」라고 하는 코너를 연재하고 있다. BEMANI 시리즈에서는 트랜스부터 팝, 락색이 강한 곡, 가끔 독특한 가사의 곡 등, 폭넓은 장르의 곡을 여러 가지 명의로 제공하고 있다.
2006년 1월 13일에, 코나미의 온라인 스토어인 코나미스타일한정으로, 앨범「iFUTURELIST」를 발매했다.
2009년 1월 4일 TV 아사히의 와타나베의 건물탐방(渡辺篤史の建もの探訪, 와타나베아츠시의 건물탐방)에서 도쿄도 마치다시에 소재하고 있는 자기 집이 소개되었다.
2009년 11월 30일에 한 미국의 게임 뉴스 사이트에서, 야마오카가 코나미를 퇴사한것을 코나미 미국법인이 인정했다, 라고 알렸다.
2010년 2월, 그래스호퍼 매뉴팩처에 입사한 사실이 보도됐다. 이미 이 회사의 신작 「NO MORE HEROES2」에 작곡가로써 참가하고 있어, 향후 그래스호퍼 매뉴팩처의 게임 음악면에 있어 중심적인 존재가 될 것이라고 했다.

## 주요 악곡
특별한 언급이 안 된 경우 AKIRA YAMAOKA명의
beatmania IIDX
- 250bpm
- DIAMOND JEALOUSY
- LOVE WILL…(riewo명의)
- minimalian(DETROIAN명의)
- RISLIM(ric명의)
- in my eyes(ric명의)
- BRING HER DOWN
- i feel ...
- Love Me Do
- bit mania
- DANCER(DE VOL명의)
- ライオン好き
- 昭和企業戦士荒山課長(쇼와기업전사아라야마과장)
- SPACE FIGHT
- システムロマンス(ヒロシ＆チー子 명의)
- awakening
- INJECTION OF LOVE(신타니 아키라명의)
- EMPTY OF THE SKY
- tant pis pour toi
- iFUTURELIST
- Heavenly Sun(IIDX VERSION)
- Play back hate you
- ヨシダさん
- SHIFT
- マチ子の唄
- 山岡晃の「クイズ!家事都合!」(AKIRA YAMAOKA feat.喜屋武ちあき명의)
- フェティッシュペイパ ～脇の汗回転ガール～ (ガキ大将ティーム명의)
  - DJ Yoshitaka와의 공동작업

Dance Dance Revolution
- LOVE THIS FEELIN'(Chang Ma명의)
  - 기타프릭스&드럼매니아에 수록된 곡을 U1-Asami가 리믹스
- Your Rain -RAGE MIX-(AKIRA YAMAOKA feat. Mary Elizabeth McGlynn명의)
  - Silent Hill곡을 리믹스
- You're Not Here(Heather명의)
  - Silent Hill곡을 리믹스
- INJECTION OF LOVE(e)
  - IIDX 곡의 영문버전.해외판 DDR에서는 보컬이 없는 버전(HINA MIX)이 수록되고 있다.
- INSIDE YOUR HEART
- I will Survive(AKIRA feat. Daline명의)
  - 글로리아 게이너의 커버.
- Oops!... I Did It Again(AKIRA feat. Susan Z명의)
  - 브리트니 스피어스의 커버.
- iFUTURELIST(DDR VERSION)
- Waverer (Slide Mix)
  - 해외판 Ultramix 시리즈용 SongPack 업데이트곡

pop'n music
- 流星☆ハニー(신타니 아키라명의)
- エイプリルフールの唄
- ワンダーアイランド(T.sakisaka with ME명의)
- popdod
- QUICK RESULT
- BI-BUN-SEKI-BUn(中央値算出チーム명의)
- わたしのパパはのうむだいじん(秋山巴美とパパドンドン명의)
- 踊る埴輪(響レイ奈＆AKIRA YAMAOKA명의)

GUITARFREAKS&drummania
- POWERDUNKER2000X
- LOVE THIS FEELIN'

AKIRA YAMAOKAアルバム『iFUTURELIST』
- The policy of the iFUTURELIST Party
- Maria
- Adjust Rain
- 狂った季節
- ライオンはともだち
- Heavenly Sun（Collaborated with a fan）
- 昭和企業戦士荒山課長 LOLITA ON BREAKS MIX
- SYSTEM LOVE 7.5.5